# Tom Lister, Jr.
Thomas "Tiny" Lister Jr. (24 tháng 6 năm 1958 – 10 tháng 12 năm 2020) là một diễn viên và đô vật chuyên nghiệp người Mỹ nổi tiếng với các vai Deebo trong Friday và Lindberg trong The Fifth Element. Ông có hai lần tham gia đấu vật chuyên nghiệp, đối đầu với Hulk Hogan với World Wrestling Federation (WWF) sau khi vào vai Zeus trong No Holds Barred và tiếp tục màn đối đầu trong Z-Gangsta vào năm tại World Championship Wrestling (WCW). Ông bị suy giảm thị lực mắt phải.
Đầu năm 2020, Lister Jr mắc COVID-19 và đã được điều trị thành công. Tuy nhiên, một thời gian ngắn trước khi qua đời, anh ấy có các triệu chứng COVID lần thứ hai. Lister Jr được phát hiện qua đời tại nhà riêng ở Marina Del Rey, California vào ngày 10 tháng 12 năm 2020 Hưởng thọ 62 tuổi. Hiện việc điều tra về cái chết của ông đang được tiến hành.